# Wolfgang Ringe
Wolfgang Ringe (* 14. Mai 1943 in Hannover; † 27. September 2018) war ein deutscher Diplomat, der unter anderem zwischen 1995 und 1998 Botschafter in Eritrea sowie von 2004 bis 2008 Botschafter in Tansania war.

## Leben

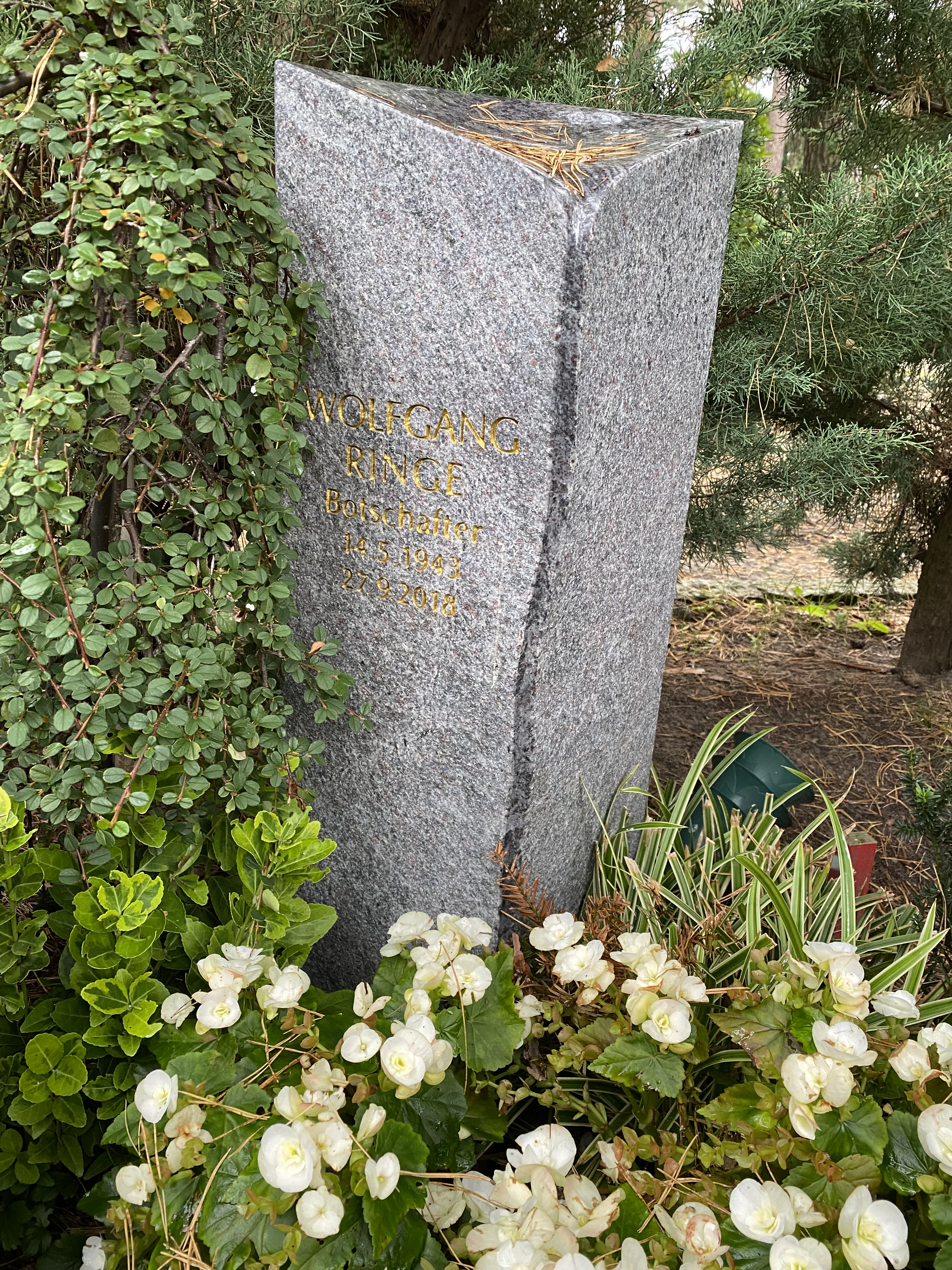
Grabstätte Wolfgang Ringe

Ringe absolvierte nach dem Schulbesuch eine Ausbildung im gehobenen auswärtigen Dienst und anschließend im gehobenen Justizdienst und war danach als Rechtspfleger am Amtsgericht Lehrte sowie am Landgericht Hannover tätig. 1974 kehrte er zum Auswärtigen Amt zurück und fand zwischen 1974 und 1982 Verwendungen im gehobenen Dienst an den Botschaften in Niger sowie in Singapur.
Danach begann er 1982 den Vorbereitungsdienst für den höheren Auswärtigen Dienst und trat nach dessen Abschluss 1984 in das Auswärtige Amt als Legationsrat ein. Nachdem er von 1986 bis 1992 Mitarbeiter der politischen Abteilungen an der Ständigen Vertretung bei der Europäischen Union in Brüssel sowie an den Botschaften in Südafrika und Namibia war, wurde er 1992 stellvertretender Leiter des Haushaltsreferates im Auswärtigen Amt.
1995 wurde Ringe erster Botschafter der Bundesrepublik Deutschland in Eritrea und bekleidete diese Funktion bis zu seiner Ablösung durch Elmar Timpe 1998.
Nach seiner Rückkehr nach Deutschland fungierte er zwischen 1998 und 2001 als Referatsleiter des Haushaltsreferats und danach von 2001 bis 2004 als Kommissar für Verwaltungsreformen und Sicherheit an den Auslandsvertretungen im Auswärtigen Amt.
Zuletzt übernahm Ringe 2004 das Amt des Botschafters in Tansania, das er bis zu seiner Versetzung in den Ruhestand 2008 ausübte. Nachfolger wurde der bisherige Leiter des Generalkonsulats in Kaliningrad, Guido Herz.
Wolfgang Ringe verstarb im Alter von 75 Jahren und wurde auf dem Berliner Waldfriedhof Dahlem beigesetzt. Die Grabstätte befindet sich im Feld 010-416.